# Gare de Headingley
La gare de Headingley est une gare ferroviaire du Royaume-Uni, située dans la banlieue de Headingley dans le Leeds, Yorkshire de l'Ouest en Angleterre. 
Les services à partir de Headingley sont opérés par Northern Rail.